# 애프터 양
"애프터 양"(영어: After Yang)은 2021년 제작된 미국의 SF 드라마 영화이다. 코고나다가 감독과 각본을 맡았으며, 알렉산더 와인스타인의 단편 소설 Saying Goodbye to Yang 이 영화의 원작이다.

## 출연
- 콜린 패럴 : 제이크 플레밍 역
- 조디 터너스미스 : 카이라 플레밍 역
- 저스틴 H. 민 : 양 플레밍 역
- 말레아 에마 찬드로위자야 : 미카 플레밍 역
- 헤일리 루 리처드슨 : 에이다 역
- 리치 코스터 : 러스 역
- 사리타 슈드후리 : 클레오 역
- 클리프턴 콜린스 주니어 : 조지 역
- 데버러 헤드월 : 낸시 역
- 브렛 디에 : 아론 역

## 수상
- 2022년 제42회 한국영화평론가협회상 국제비평가연맹 한국본부상 (애프터 양)

## 기타
- 수입사:  왓챠